# 세계 적십자와 적신월사의 날
세계 적십자와 적신월사의 날(World Red Cross and Red Crescent Day)은 적십자를 창설한 앙리 뒤낭의 생일 (5월 8일)을 기념하는 날이다.

## 같이 보기
- 국제 적십자·적신월 운동
- 국제 적십자사·적신월사 연맹